# Ambroise et Gino

Ambroise et Gino est une bande dessinée comique créée par Dino Attanasio pour le Corriere dei Piccoli et reprise par Tintin Belgique puis Tintin France. Triberti était le scénariste de la série. Trois aventures ont paru entre 1966 et 1968. 

## Histoire
Ambroise, le père, et Gino, le fils, plombiers de leur état vivent dans un immeuble qui doit être prochainement vendu pour être remplacé par une tour d’immeuble et d’acier. Tous les locataires doivent donc être expulsés. La vente ne sera effective qu’à la fin du mois. Il est donc encore possible d’éviter le drame... à condition de trouver 5 millions.
Les locataires sont prêts à faire cause commune mais leurs économies sont loin de suffire, sauf que le Professeur Moufflon rappelle que le trésor de Barnabé Biscornu a été enterré tout près et que, depuis 1385, personne ne l’a trouvé... (Mystère à Milan)
Tant le titre que le thème rappellent bien sûr Miracle à Milan le film de Vittorio de Sica (1951).
En proie à des dettes, Ambroise est à deux doigts de liquider l’entreprise quand un appel salvateur du marquis Piffré de la Tourte lui propose un chantier susceptible de la remettre à flots. Ce brave marquis a la passion des trains, au point qu’il a installé dans son château plusieurs répliques de trains qu’il conduit lui-même dans les différentes pièces. Comme si cela ne suffisait pas, il semblerait qu’il y ait des fantômes dans le château... (La villa des sortilèges).
Ambroise et Gino partent en vacances pour la montagne à St Nicolas de Bellevue, 1 800 m. Crévecœur le grand méchant des deux premiers épisodes vient de s’évader de prison. Se pourrait-il qu’il passe à San Nicolino ?... (La montagne des évadés).

## Intérêt de la série
C’est tellement vrai que Tintin Belgique n’a pas repris toutes les histoires parues en Italie et la version française s’est même contentée du seul premier épisode.

## Publication
Les numéros correspondent au début à la fin de chaque épisode de l’édition belge de Tintin.
1. Mystère à Milan, 1966, numéros 36-45, 38 planches ;
2. La villa des sortilèges, 1967, numéros 13-28, 32 planches ;
3. La montagne des évadés, 1968, numéros 1-12, 24 planches

## Albums
- 1979 : Mystère à Milan, Éditions Michel Deligne. L’album reprend l’épisode paru dans Tintin et est complété par une histoire courte : Ambroise et Gino à la télévision.
- 2010 : Ambroise et Gino, Hibou. Il s’agit d’une histoire non publiée dans Tintin.
- 2012 : La villa des sortilèges, Hibou. L’album reprend l’épisode paru dans Tintin.
- 2013 : La montagne des évadés, Hibou. L’album reprend l’épisode paru dans Tintin. (28 planches)